# Richard Owen Cambridge

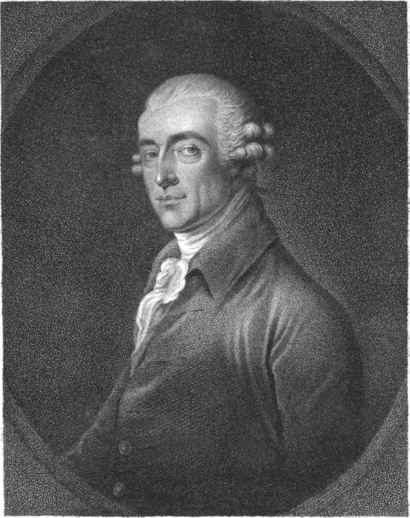
Richard Owen Cambridge

Richard Owen Cambridge (* 14. Februar 1717 in London; † 17. September 1802 in Twickenham) war ein englischer Dichter, Gutsbesitzer und Historiker, der am meisten durch sein Spottgedicht The Scribleriad (1751) und seine satirischen Gedichte mit Anspielungen auf Vergil bekannt wurde.

## Leben

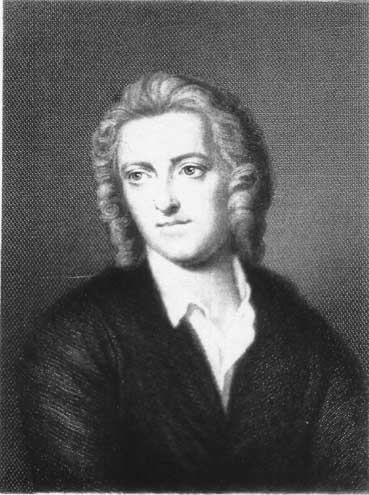
Thomas Gray (1716–1771)

Richard Cambridge wurde 1717 in London als Sohn eines Kaufmanns geboren, der im Handel mit der Türkei ein Vermögen angehäuft hatte. Dieser Vater starb bereits kurz nach Geburt seines Sohnes, sodass der Junge von seinem Onkel mütterlicherseits, Thomas Owen, erzogen wurde. Richard besuchte das Eton College und studierte am St John’s College in Oxford. Nachdem er die Oxford University ohne jeden Abschluss verlassen hatte, ließ er sich in Lincolns Inn 1737 nieder. Vier Jahre später heiratete er Miss Mary Trenchard und zog auf seinen Landsitz in Whitminster, Gloucestershire, wo er das Leben eines vermögenden Gentlemans führte und seine Vorliebe für die Literatur pflegte. Sein Schwiegervater war George Tranton, Esquire of Woolveton, Dorsetshire, der einen Parlamentssitz für Poole innehatte und seinerseits der Sohn von Sir John Trenchard, Staatssekretär des Inneren während der Regierungszeit König Wilhelm III. war. 1748 verstarb der Onkel und hinterließ ihm ein nicht unbeträchtliches Erbe. Außerdem fügte Richard nun das Owen als Referenz seinem Namen hinzu. 1757 zog er wieder zurück nach Twickenham, wo er sich als Gastgeber von Twickenham Meadows, heute bekannt als Cambridge Park, der Freundschaft vieler berühmter Persönlichkeiten wie Thomas Gray, den früh verstorbenen Richard West, Sohn des Lordkanzlers von Irland Richard West, Philip Yorke, 1. Earl of Hardwicke, Edward Boscawen, Philip Stanhope, 4. Earl of Chesterfield, George Anson, 1. Baron Anson, William Whitehead und Thomas Edwards erfreute. Horace Walpole platzierte in seinen Briefen viele bezeichnende Andeutungen darauf, dass Cambridge aufgrund seines ausgeprägten Netzwerks den Charakter eines Klatschmauls („news monger“) hatte. Seine Förderer versuchten ihn davon zu überzeugen, sich für einen Parlamentssitz zu bewerben, was er jedoch aufgrund seines die Öffentlichkeit meidenden Charakters ablehnte.

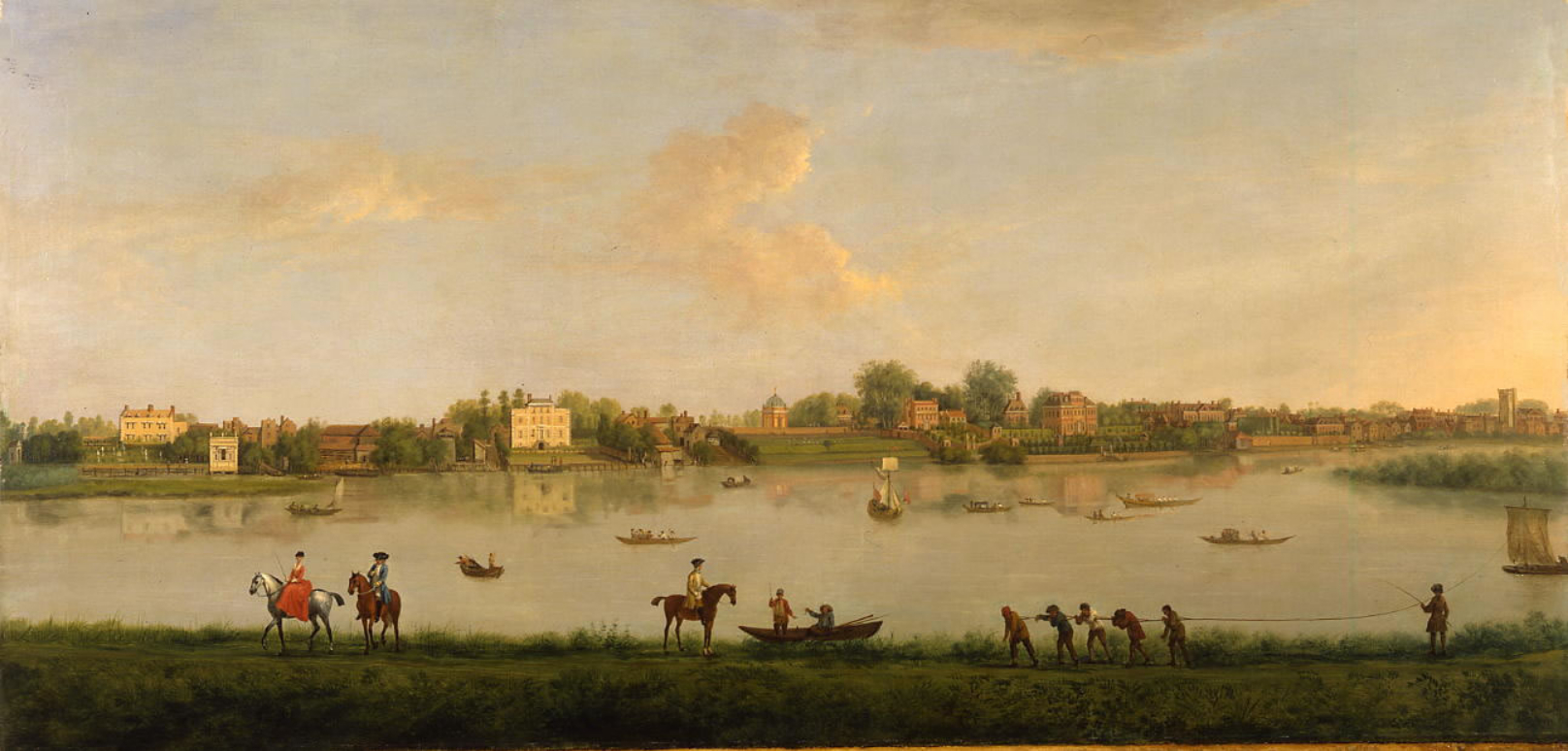
Die Themse bei Twickenham, Gemälde von Peter Tillemans, vor 1734

Cambridges Hauptwerk ist The Scribleriad (1751), ein episches Spottgedicht, dessen Held Martinus Scriblerus Züge von Alexander Pope, John Arbuthnot und Jonathan Swift trägt. Dem Gedicht geht eine vorgetäuschte Verteidigungsschrift auf den verspotteten Helden voraus, in dem dieser Cervantes als seinen Meister bezeichnet. Die Satire bewies einen beachtlichen Lernprozess, wurde aufmerksam vom literarischen Kulturkreis gelesen, kam aber dennoch nie zu großer Popularität. Die oft obskuren Anspielungen haben nur wenig Gehalt für heutige Leser. Dabei stand hinter der Figure eigentlich der Scriblerus Club, ein informeller Club von Freunden um die bereits erwähnten und John Gay, Henry St. John sowie Thomas Parnell, aus deren Reihen die The Memoirs of Martinus Scriblerus entstanden waren. Mit An Elegy Written in an Empty Assembly Room veröffentlichte Cambridge 1756 außerdem eine Parodie auf Alexander Popes Eloisa to Abelard.
Cambridges Spott war bei seinen Zeitgenossen berüchtigt; so äußerte er über den nicht unumstrittenen Landschaftsarchitekten Capability Brown, dass er hoffe, vor Brown zu sterben, damit er den Himmel vor seiner Umgestaltung sehe.
Richard Owen Cambridge investierte selbst viel Zeit in sein Geschichtswerk Account of the War in India on the Coast of Coromandel zwischen 1750 und 1761. Cambridge plante längere Zeit eine Geschichte vom Aufstieg und Fortschritt der britischen Macht in Indien zu veröffentlichen, stellte aber seine Anstrengungen ein, als er erfuhr, dass Robert Orme, der ihm seine diesbezüglichen Aufzeichnungen versprochen hatte, selbst mit einem ähnlichen Buchprojekt beschäftigt war. Neben Artikeln zu The World verfasste er zwischen 1783 und 1786 auch einige Artikel im Monthly Review.
Cambridge verstarb im Alter von 85 Jahren 1802 in Twickenham. Er hinterließ seine Witwe, eine Tochter und zwei Söhne. Seine Grabstätte fand er in Twickenham, wo zum Erstaunen der Zeitgenossen kein Grabmonument errichtet wurde.
The Works of Richard Owen Cambridge beinhalteten verschiedene Werke, die zuvor nie veröffentlicht wurden. Es beinhaltete Account of his Life and Character von seinem Sohn, Archediakon George Owen Cambridge (1803),  The Scribleriad, einige erzählende und satirischen Gedichte sowie rund zwanzig Artikel, die ursprünglich in Edward Moores Literaturzeitschrift The World erschienen waren. Seine Gedichte wurden darüber hinaus auch in Alexander Chalmers’ English Poets (1816) publiziert.

## Werk

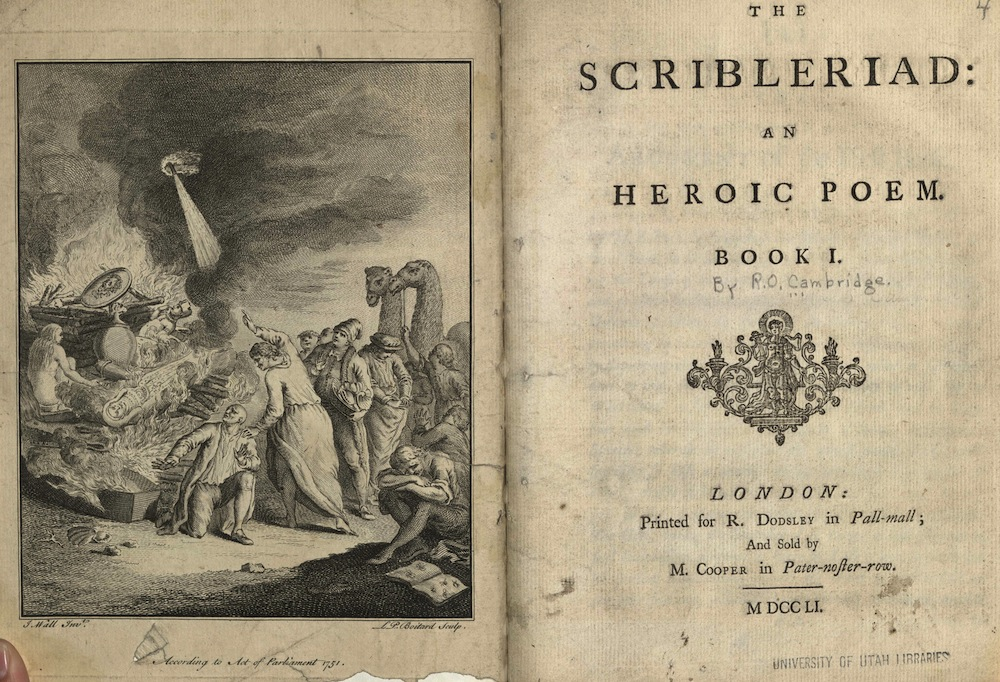
The Scribleriad: an heroic poem. In six books. Frontispiz und Titelblatt, 1751

- On the Happy Nuptials of Frederick, Prince of Wales, and Augusta Princess of Sax-Gotha. 1736.
- The Scribleriad: an heroic poem. In six books. R. Dodsley, London 1751 (archive.org).
- A dialogue between a member of Parliament and his servant. In imitation of the seventh satire of the second book of Horace. By Richard Owen Cambridge, Esq. R. Dodsley, London 1752 (archive.org).
- The intruder, in imitation of Horace, Book I. Satire IX. By Richard Owen Cambridge, Esq. R. Dodsley, London 1754 (babel.hathitrust.org).
- The fable of Jotham: to the borough-hunters. J. & R. Dodsley, London 1754 (books.google.de).
- An elegy written in an empty assembly-room. J. & R. Dodsley, London 1756 (archive.org).
- The fakeer: a tale. J. & R. Dodsley, London 1756 (archive.org).
- The Genius of Britain.: An Iambic Ode. Addressed to the Right Hon. William Pitt [by R. O. Cambridge]. M. Cooper, London 1756 (books.google.de).
- An account of the war in India between the English and French, on the coast of Coromandel, from the year 1750 to the year 1760. Together with a relation of the late remarkable events on the Malabar coast, and the expeditions to Golconda and Surat. Thomas Jefferys, London 1761 (archive.org).
- George Owen Cambridge (Hrsg.): The Works of Richard Owen Cambridge, esq.: including several pieces never before published. Luke Hansard, London 1803 (archive.org).

## Rezeption
Bereits 1803 empfand Francis Jeffrey im Rückblick den literarischen Nachhall von The Scribleriad als verblasst, was auch an ihrer strengen Form und der Schwierigkeit der zeitgebundenen Anspielungen gelegen habe: „The Scribleriad was read, at one time, by all the polite scholars in the country, but never found its way to popularity, and is now almost entirely forgotten. (…) The subject, however, is by no means interesting; and the composition has a certain uniform mediocrity of merit, that is usually found to sink faster in the stream of time, than substances of a more unequal contexture.“
Während des Ersten Weltkriegs erfuhr ein Ausschnitt aus The Scribleriad eine grenzwertige Rezeption, da man darin eine Anspielung auf ein U-Boot annehmen konnte: An aerial race between a Briton and German: together with brief references to a submarine, from a mock-heroic poem printed in 1751. Chiswick Press, London 1918.